# Liste der Mitglieder der American Academy of Arts and Sciences/1931
Im Jahr 1931 wählte die American Academy of Arts and Sciences 64 Personen zu ihren Mitgliedern.

## Neu gewählte Mitglieder
- George Weston Anderson (1861–1938)
- Edward Cooke Armstrong (1871–1944)
- Stephen Vincent Benét (1898–1943)
- Charles Harold Berry (1889–1965)
- John Donald Black (1883–1960)
- George Blumer (1872–1962)
- Roland William Boyden (1863–1931)
- Henry Addington Bayley Bruce (1874–1959)
- Richard Clarke Cabot (1868–1939)
- William Bosworth Castle (1897–1990)
- Karl Taylor Compton (1887–1954)
- Robert Seymour Conway (1864–1933)
- Melvin Thomas Copeland (1884–1975)
- Samuel Hazzard Cross (1891–1946)
- William Leonard Crum (1894–1967)
- Ludwig Diels (1874–1945)
- Eugene Floyd DuBois (1882–1959)
- Sidney Bradshaw Fay (1876–1967)
- Fred Tarbell Field (1876–1950)
- Herbert Albert Laurens Fisher (1865–1940)
- James Ford (1884–1944)
- Robert Lee Frost (1874–1963)
- John Galsworthy (1867–1933)
- William King Gregory (1876–1970)
- George Russell Harrison (1898–1979)
- Raymond Dexter Havens (1880–1954)
- Robert Silliman Hillyer (1895–1961)
- George Leonard Hosmer (1874–1935)
- Manley Ottmer Hudson (1886–1960)
- Nathan Isaacs (1886–1941)
- Henry James (1879–1947)
- Truman Lee Kelley (1884–1961)
- August Krogh (1874–1949)
- Sylvain Lévi (1863–1935)
- Robert Bruce Lindsay (1900–1985)
- Francis Peabody Magoun (1895–1979)
- Paul Howard Manship (1885–1966)
- Daniel Gregory Mason (1873–1953)
- Frank Jewett Mather (1868–1953)
- George Francis McEwen (1882–1972)
- Antoine Meillet (1866–1936)
- Wesley Clair Mitchell (1874–1948)
- William DeWitt Mitchell (1874–1955)
- Paul Elmer More (1864–1937)
- Edmund Morris Morgan (1878–1966)
- Kenneth Ballard Murdock (1895–1975)
- William Albert Noyes junior (1898–1980)
- Otto Oldenberg (1888–1983)
- Herbert Parker (1856–1939)
- Edgar Allison Peers (1891–1952)
- Thomas Nelson Perkins (1870–1937)
- Thomas Reed Powell (1880–1955)
- Robert Kilburn Root (1877–1950)
- George Rutledge (1881–1940)
- Henry Knox Sherrill (1890–1980)
- Jeremiah Smith Junior (1870–1935)
- Pitirim Aleksandrovich Sorokin (1889–1968)
- Oliver Mitchell Wentworth Sprague (1873–1953)
- Charles Sanford Terry (1864–1936)
- George Macaulay Trevelyan (1876–1962)
- Donald Skeele Tucker (1884–1979)
- Karl Willy Wagner (1883–1953)
- Charles Alfred Weatherby (1875–1949)
- George Woodward Wickersham (1858–1936)